# Communauté de communes du Haut Vallespir
Ne doit pas être confondu avec Communauté de communes du Vallespir.
La communauté de communes du Haut Vallespir est une communauté de communes française, située dans le département des Pyrénées-Orientales et la région Occitanie.

### Géographie

Carte

## Historique
Elle est créée le 31 décembre 2004.

## Territoire communautaire

### Composition
La communauté de communes est composée des 14 communes suivantes :

| Nom                      | Code Insee | Gentilé         | Superficie (km2) | Population (dernière pop. légale) | Densité (hab./km2) |
| ------------------------ | ---------- | --------------- | ---------------- | --------------------------------- | ------------------ |
| Arles-sur-Tech (siège)   | 66009      | Arlésiens       | 28,82            | 2 805 (2022)                      | 97                 |
| Amélie-les-Bains-Palalda | 66003      | Améliens        | 29,43            | 3 553 (2022)                      | 121                |
| La Bastide               | 66018      | Bastidans       | 15,63            | 62 (2022)                         | 4                  |
| Corsavy                  | 66060      | Corsavinois     | 47,02            | 247 (2022)                        | 5,3                |
| Coustouges               | 66061      | Coustougiens    | 16,86            | 93 (2022)                         | 5,5                |
| Lamanère                 | 66091      | Lamanérois      | 23,83            | 54 (2022)                         | 2,3                |
| Montbolo                 | 66113      | Bolomontains    | 21,98            | 179 (2022)                        | 8,1                |
| Montferrer               | 66116      | Montferrerois   | 21,95            | 216 (2022)                        | 9,8                |
| Prats-de-Mollo-la-Preste | 66150      | Pratéens        | 145,09           | 1 114 (2022)                      | 7,7                |
| Saint-Laurent-de-Cerdans | 66179      | Laurentins      | 45,08            | 1 020 (2022)                      | 23                 |
| Saint-Marsal             | 66183      | Saint-Marsalois | 15,36            | 73 (2022)                         | 4,8                |
| Serralongue              | 66194      | Serralonguais   | 23,04            | 243 (2022)                        | 11                 |
| Taulis                   | 66203      | Taulisiens      | 6,19             | 58 (2022)                         | 9,4                |
| Le Tech                  | 66206      | Téchois         | 25,18            | 97 (2022)                         | 3,9                |

### Démographie
| 1968   | 1975   | 1982   | 1990   | 1999  | 2010   | 2015  | 2021  |
| ------ | ------ | ------ | ------ | ----- | ------ | ----- | ----- |
| 11 350 | 11 283 | 10 657 | 10 062 | 9 734 | 10 144 | 9 738 | 9 819 |

## Administration

### Siège
Le siège de la communauté de communes est situé à Arles-sur-Tech.

### Les élus
Le conseil communautaire de la communauté de communes se compose de 35 conseillers, représentant chacune des communes membres et élus pour une durée de six ans.
Ils sont répartis comme suit :
| Nombre de conseillers | Communes                                           |
| --------------------- | -------------------------------------------------- |
| 11                    | Amélie-les-Bains-Palalda                           |
| 8                     | Arles-sur-Tech                                     |
| 3                     | Prats-de-Mollo-la-Preste, Saint-Laurent-de-Cerdans |
| 1 (+1 suppléant)      | les 10 autres communes                             |

### Présidence
| Période                                  | Période  | Identité           | Étiquette | Qualité                                     |
| ---------------------------------------- | -------- | ------------------ | --------- | ------------------------------------------- |
| Les données manquantes sont à compléter. |          |                    |           |                                             |
| ?                                        | 2020     | René Bantoure      | PS        | Maire d'Arles-sur-Tech (2008 → 2020)        |
| 2020                                     | En cours | Claude Ferrer (ca) | DVD       | Maire de Prats-de-Mollo-la-Preste (2014 → ) |

### Régime fiscal et budget
Le régime fiscal de la communauté de communes est la fiscalité professionnelle unique (FPU).
Les communes de la Communauté de communes du Haut Vallespir bénéficient depuis plusieurs années du classement en zone de revitalisation rurale. Ce classement permet notamment d'exonérer de taxe professionnelle les entreprises contribuant au développement du territoire, les incitant à venir s'y installer. Cet avantage est supprimé le 1er juillet 2013 par un décret paru en juin 2013. Devant les nombreuses protestations des élus, il est rétabli par un nouveau décret le 26 juillet 2013.